# Rupert Kastner
Rupert Kastner (* 6. Dezember 1880 in Großgmain; † 1. Dezember 1947 in Salzburg) war ein österreichischer Politiker (GDVP) sowie Stadtbaumeister. Er war von 1934 bis 1938 Mitglied des Ständischen Salzburger Landtages und zugleich dessen Vizepräsident.

## Ausbildung und Beruf
Kastner wurde in Großgmain geboren und besuchte in seinem Geburtsort die Volksschule. Er absolvierte nach der Pflichtschule von 1894 bis 1897 eine Lehre als Maurer in Bad Reichenhall und bildete sich danach von 1898 bis 1901 an der baugewerblichen Abteilung der k.k. Staatsgewerbeschule in Salzburg weiter. Er arbeitete von 1901 bis 1902 als Polier im elterlichen Bauunternehmen und war danach von 1902 bis 1903 als Bauzeichner in Salzburg tätig. In der Folge arbeitete Kastner von 1903 bis 1908 als Bautechniker in Wien, danach kehrte er nach Großgmain zurück. In seiner Heimatstadt war er von 1908 bis 1914 als  Baumeister tätig, danach wechselte er als Baumeister 1914 nach Salzburg. Kastner war in der Folge bis zu seinem Todesjahr als Baumeister in Salzburg tätig, wobei seine Tätigkeit zwischen 1917 und 1918 vom Kriegseinsatz als Landsturmingenieur in Italien unterbrochen wurde. Kastner wurde 1930 zum Kommerzialrat ernannt. 

## Politik und Funktionen
Kastner war in der Zwischenkriegszeit als Berufsvertreter sehr aktiv, wobei er von 1921 bis 1924 als Obmann des Gewerbegenossenschaftsverbandes der Landeshauptstadt Salzburg wirkte und von 1926 bis 1934 die Funktion des Vizepräsidenten des Landeshauptverbandes der Gewerbegenossenschaften innehatte. Er war des Weiteren von 1922 bis 1934 Gremialvorsteher der Baumeister in der Stadt Salzburg und übernahm von 1934 bis 1938 das Amt des Bundesinnungsmeisters des Baugewerbes. Er fungierte zudem von 1934 bis 1938 als Obmann des Landesgewerbeverbandes im „Bund österreichischer Gewerbetreibender“ und führte von 1926 bis 1934 den Vorsitz der Industriellen Bezirkskommission. Kastner war von 1923 bis 1932 Mitglied des Sparkassenausschusses der Salzburger Sparkasse.
Politisch war er für die Großdeutsche Volkspartei aktiv, für die er innerparteilich von 1932 bis 1934 als stellvertretender Gauparteiobmann in der Stadt Salzburg wirkte. Zwischen 1921 und 1927 war er Mitglied des Gemeinderates der Stadt Salzburg, am 22. November 1934 wurde er als Vertreter des Gewerbes Mitglied des Ständischen Salzburger Landtags. Er gehörte bis zur Machtübernahme der Nationalsozialisten dem Landtag an und führte während seiner gesamten Zugehörigkeit zum Landtag das Amt des Vizepräsidenten. 